# Yenişehir SK
Le Yenişehir Spor Kulübü est un club omnisports qui se situe à Ankara en Turquie. Fondé en 1953, le club a connu plus noms pour des raisons de parrainage.
Le club possède plusieurs sections, notamment le football (fermée en 1988), le handball, le basket-ball, l'escrime et les échecs.

## Palmarès

### Handball
- Championnat de Turquie masculin (3) : 1983, 1984, 1985
- Championnat de Turquie féminin (1) : 1984